# Libertad, Unión Juárez
Libertad är en ort i Mexiko.   Den ligger i kommunen Unión Juárez och delstaten Chiapas, i den sydöstra delen av landet, 900 km sydost om huvudstaden Mexico City. Libertad ligger 1 199 meter över havet och antalet invånare är 110.
Terrängen runt Libertad är kuperad åt sydväst, men åt nordost är den bergig. Runt Libertad är det ganska tätbefolkat, med 155 invånare per kvadratkilometer. Närmaste större samhälle är Cacahoatán, 11,2 km sydväst om Libertad. I omgivningarna runt Libertad växer i huvudsak städsegrön lövskog.